# 結構主義美學
結構主義美學作為一種文化思潮，出現在1940-50年代，60年代後在法國取代了存在主義而達到鼎盛。結構主義不是一個統一的哲學流派，其核心思想是把一切事物都看成處在一定的系統結構之中。認為任何事物只有在系統整體中才能獲得意義，並把結構分析作為觀察、研究、分析事物和現象的思路方法，力圖發現事物背後的結構模式。

## 代表思想家

### 羅蘭·巴特
羅蘭·巴特是後結構主義（解構主義）的創始人之一，（1960年代） 特別強調讀者對於文本的作用。他認為：由於讀者處於歷史發展中，所以文本的結構和意義也就處於歷時性的變化和開放之中。 “解構”就應該成為一切文本的屬性。“作者已死”是羅蘭·巴特的著名口號。 作者對於作品的形成沒有太大的作用，是讀者的閱讀對於創造性文本的產生具有決定性的作用。因此，讀者在閱讀時應該採取一種“評註”的方法，去發現作品的新的意義，及形成一個新的創造性文本。